# Lijst van burgemeesters van Zottegem

## Burgemeesters van de fusiegemeente
| Nr. | Naam (Geboorte-Overlijden)                                                   | Partij         | Partij         | Mandaat          | Mandaat          | Zetelverdeling (bij begin van legislatuur) | Zetelverdeling (bij begin van legislatuur) |
| --- | ---------------------------------------------------------------------------- | -------------- | -------------- | ---------------- | ---------------- | ------------------------------------------ | ------------------------------------------ |
| 1   | Frans Van de Meulebroucke (1930-2001)                                        |                | CVP            | 1 januari 1970   | 31 december 1976 |                                            | 8 5                                        |
| 1   | Frans Van de Meulebroucke (1930-2001)                                        | 1 januari 1977 | CVP            | 31 december 1982 |                  | 12 8                                       |                                            |
| 2   | Herman De Loor (1942-)                                                       |                | SP             | 1 januari 1983   | 31 december 1988 |                                            | 11 8                                       |
| 3   | Edwin De Maesschalck (1952-2016)                                             |                | PVV (in VOP)   | 1 januari 1989   | 31 december 1994 |                                            | 9 8                                        |
| 3   | Edwin De Maesschalck (1952-2016)                                             | VLD            | 1 januari 1995 | 31 december 2000 |                  | 9 7                                        |                                            |
| 2   | Herman De Loor (1942-)                                                       |                | SP             | 1 januari 2001   | 31 december 2006 |                                            | 12 8                                       |
| 2   | Herman De Loor (1942-)                                                       | sp.a           | 1 januari 2007 | 31 december 2012 |                  | 10 7                                       |                                            |
| 4   | Jenne De Potter (1979-)                                                      |                | CD&V           | 1 januari 2013   | 31 december 2018 |                                            | 8 7                                        |
| 4   | Jenne De Potter (1979-)                                                      |                | CD&V           | 1 januari 2019   | 31 december 2021 |                                            | 8 7                                        |
| 5   | Titelvoerend Matthias Diependaele (1979-) Waarnemend Evelien De Both (1986-) |                | N-VA           | 1 januari 2022   | 31 december 2024 |                                            | 8 7                                        |
| 6   | Evelien De Both (1986-)                                                      |                | N-VA           | 1 januari 2025   | 31 december 2030 |                                            | 8 5 1                                      |

## Politieke geschiedenis van de fusiegemeente
Na de gemeenteraadsverkiezingen van 1976 was de CVP de grootste Zottegemse partij (en vormde een coalitie met de SP o.l.v. Frans Van de Meulebroucke), in 1982 VOP (Volksunie-Onafhankelijken-PVV) (dat een coalitie vormde met de SP o.l.v. Herman De Loor). Tussen 1988 en 2012 was de socialistische partij (SP/sp.a) de grootste in Zottegem.
Na de gemeenteraadsverkiezingen van 1988 werd een coalitie CVP-VOP gevormd o.l.v. Edwin De Maesschalck.
Na de gemeenteraadsverkiezingen van 1994 ontstond een coalitie VLD-CVP o.l.v. Edwin De Maesschalk. 
Na de gemeenteraadsverkiezingen van 2000 en 2006 vormde sp.a een coalitie met CD&V o.l.v. Herman De Loor. 
Na de gemeenteraadsverkiezingen van 2012 werd de N-VA de grootste partij, maar werd de coalitie tussen CD&V en sp.a voortgezet o.l.v. Jenne De Potter.
Na de gemeenteraadsverkiezingen van 2018 werd de N-VA de grootste partij, waarop een coalitie werd gevormd tussen N-VA en CD&V. Tussen 2019 en 2024 was er een coalitie van N-VA en CD&V met een meerderheid van 15 op 29 zetels. Het burgemeesterschap werd verdeeld tussen CD&V’er Jenne De Potter (2019-2021) en N-VA'er Matthias Diependaele (titelvoerend burgemeester in de periode 2022-2024 met als waarnemend burgemeester Evelien De Both).
Na de gemeenteraadsverkiezingen van 2024 werd Vooruit de grootste partij, maar ze slaagde er niet in mogelijke coalitiepartners te overtuigen.  Tussen 2025 en 2030 is er een coalitie van N-VA, CD&V, Positief!, met Evelien De Both als burgemeester.

### Resultaten gemeenteraadsverkiezingen sinds 1976
| Partij of kartel     | Partij of kartel                                         | 10-10-1976 | 10-10-1976 | 10-10-1982 | 10-10-1982 | 9-10-1988 | 9-10-1988 | 9-10-1994 | 9-10-1994 | 8-10-2000 | 8-10-2000 | 8-10-2006 | 8-10-2006 | 14-10-2012 | 14-10-2012 | 14-10-2018 | 14-10-2018 | 13-10-2024 | 13-10-2024 |
| Stemmen/Zetels       | Stemmen/Zetels                                           | %          | 27         | %          | 29         | %         | 29        | %         | 29        | %         | 27        | %         | 27        | %          | 29         | %          | 29         | %          | 29         |
| -------------------- | -------------------------------------------------------- | ---------- | ---------- | ---------- | ---------- | --------- | --------- | --------- | --------- | --------- | --------- | --------- | --------- | ---------- | ---------- | ---------- | ---------- | ---------- | ---------- |
|                      | CVP1/ CD&V-N-VAA/ CD&V2                                  | 42,461     | 12         | 34,041     | 10         | 29,321    | 9         | 29,41     | 9         | 27,731    | 8         | 26,55A    | 7         | 24,282     | 8          | 22,52      | 7          | 16,72      | 5          |
|                      | VU1/ CD&V-N-VAA/ N-VA-ZAPB/ N-VA2                        | 7,311      | 1          | -          |            | -         |           | 4,111     | 0         | -         |           | 26,55A    | 7         | 24,91B     | 8          | 25,12      | 8          | 26,52      | 8          |
|                      | ZAP1/ N-VA-ZAPB                                          | -          |            | -          |            | -         |           | -         |           | 10,211    | 2         | 10,311    | 2         | 24,91B     | 8          | 25,12      | 8          | 26,52      | 8          |
|                      | PVV1/ VOP2/ VLD3/ Open Vld4/ Positief Liberaal Zottegem5 | 28,391     | 8          | 38,112     | 11         | 28,42     | 8         | 23,193    | 7         | 19,963    | 5         | 21,353    | 6         | 15,694     | 5          | 184        | 5          | 9,25       | 2          |
|                      | SP1/ sp.a2/ sp.a-Voor Zottegem3/ Vooruit4                | 21,831     | 6          | 27,851     | 8          | 37,981    | 12        | 39,591    | 13        | 37,151    | 12        | 32,922    | 10        | 22,22      | 7          | 23,43      | 7          | 31,94      | 11         |
|                      | AGALEV1 / Groen2/ ZiZoC                                  | -          |            | -          |            | -         |           | 3,711     | 0         | -         |           | 8,882     | 2         | 7,542      | 1          | 9,22       | 2          | 5,3C       | 1          |
|                      | ZiZoC                                                    | -          |            | -          |            | -         |           | -         |           | -         |           | -         |           | -          |            | -          |            | 5,3C       | 1          |
|                      | Vlaams Blok1/ Vlaams Belang-Vlot2/ Vlaams Belang3        | -          |            | -          |            | -         |           | -         |           | 4,941     | 0         | -         |           | 2,912      | 0          | -          |            | 10,33      | 2          |
| Anderen(*)           | Anderen(*)                                               | -          |            | -          |            | 4,29      | 0         | -         |           | -         |           | -         |           | 2,42       | 0          | 1,8        | 0          | 0,3        | 0          |
| Totaal stemmen       | Totaal stemmen                                           | 17963      | 17963      | 18293      | 18293      | 18791     | 18791     | 18930     | 18930     | 18729     | 18729     | 19100     | 19100     | 19299      | 19299      | 19747      | 19747      | 14455      | 14455      |
| Opkomst %            | Opkomst %                                                |            |            |            |            | 96,79     | 96,79     | 95,28     | 95,28     | 93,49     | 93,49     | 95,16     | 95,16     | 93,32      | 93,32      | 94,1       | 94,1       | 66,1       | 66,1       |
| Blanco en ongeldig % | Blanco en ongeldig %                                     | 1,97       | 1,97       | 3,07       | 3,07       | 3,18      | 3,18      | 3,47      | 3,47      | 3,43      | 3,43      | 4,49      | 4,49      | 3,84       | 3,84       | 4,2        | 4,2        | 1,2        | 1,2        |

De rode cijfers naast de gegevens duiden aan onder welke naam de partijen bij elke verkiezing opkwamen.

De zetels van de gevormde coalitie staan vetjes afgedrukt. De grootste partij is in kleur.

(*) 1988: VERZET / 2012: LEEF! (1,71%), LDD Plus (1,71%) / 2018: De vrije mening /  2024: De vrije mening
Brussels Hoofdstedelijk Gewest:
Anderlecht · 
Brussel

Vlaanderen:
Aalst · 
Aarschot · 
Antwerpen · 
 Asse · 
Beernem · 
Bertem · 
Blankenberge · 
Brugge · 
Damme · 
De Haan · 
De Panne · 
Deerlijk · 
Deinze · 
Eeklo · 
Evergem · 
Galmaarden · 
Geraardsbergen · 
Gent · 
Halle · 
Hasselt · 
Herent · 
Herk-de-Stad · 
Herzele · 
Heusden-Zolder · 
Houthalen-Helchteren · 
Ichtegem · 
Kaprijke · 
Knokke-Heist · 
Kortemark · 
Kortenberg · 
Kortrijk · 
Leuven · 
Lichtervelde · 
Lievegem · 
Lokeren · 
Maldegem · 
Mechelen · 
Moerbeke-Waas · 
Ninove · 
Oostende · 
Oostkamp · 
Poperinge · 
Roeselare · 
Ronse · 
Sint-Lievens-Houtem · 
Sint-Niklaas · 
Sint-Truiden · 
Temse · 
Tielt · 
Tienen · 
Tongeren · 
Torhout · 
Veurne · 
Waregem · 
Wellen · 
Wetteren · 
Wichelen · 
Zaventem · 
Zedelgem · 
Zele · 
Zonhoven · 
Zottegem

Wallonië: 
Charleroi · 
's-Gravenbrakel · 
Morlanwelz · 
Ophain-Bois-Seigneur-Isaac · 
Waver